# Gokarneswor
Gokarneswor (nep. गोकर्ण) – gaun wikas samiti w środkowej części Nepalu w strefie Bagmati w dystrykcie Katmandu. Według nepalskiego spisu powszechnego z 2001 roku liczył on 897 gospodarstw domowych i 4464 mieszkańców (2214 kobiet i 2250 mężczyzn).